# Pilot Pen Tennis 2003
Il Pilot Pen Tennis 2003  è stato un torneo di tennis giocato sul cemento. È stata la 19ª edizione del Pilot Pen Tennis, che fa parte della categoria Tier II nell'ambito del WTA Tour 2003.  Il torneo si è giocato a New Haven nel Connecticut negli USA, dal 17 al 23 agosto 2003.

## Campioni

### Singolare femminile
Jennifer Capriati ha battuto in finale  Lindsay Davenport si è ritirata sul punteggio di 6–2, 4–0

### Doppio femminile
Virginia Ruano Pascual /  Paola Suárez hanno battuto in finale  Alicia Molik /  Magüi Serna con il punteggio di 7–6(6), 6–3